# ニチブツアーケードクラシックス
ニチブツアーケードクラシックスは、日本物産のレトロアーケードゲームを収録した家庭用ゲームソフト。

## ニチブツアーケードクラシックス
1995年5月26日にスーパーファミコン (SFC) 版が、同年12月29日にPlayStation (PS) 版が発売された。
『ムーンクレスタ』『クレイジー・クライマー』『フリスキー・トム』の3作品を収録しており、設定でアーケード版とは別にアレンジモードや海外版に切り替え可能。
また、PS版は『SF-X』（実際に発売された同名の作品とは無関係）『クレイジークライマー'85』『Tom's Strike-Back』を追加収録している。この3作品は「（お蔵入りになった）未発表作品」「海外のみ発売の作品」としてセールスポイントにされていた。『SF-X』が実際に発売された同名の作品とまったく異なる内容であることは、『マイコンBASICマガジン』誌の「アーケード・ゲーム・グラフィティ」コーナー内で指摘されていた。

## ニチブツアーケードクラシックス2 平安京エイリアン
1995年12月15日にSFC用ソフトとして発売された。『平安京エイリアン』1作品のみで、オリジナルモードとアレンジモードを収録しており、アレンジモードは1人プレイのほか、2人で協力プレイするモードと対戦モードがある。